# Tatra V 809

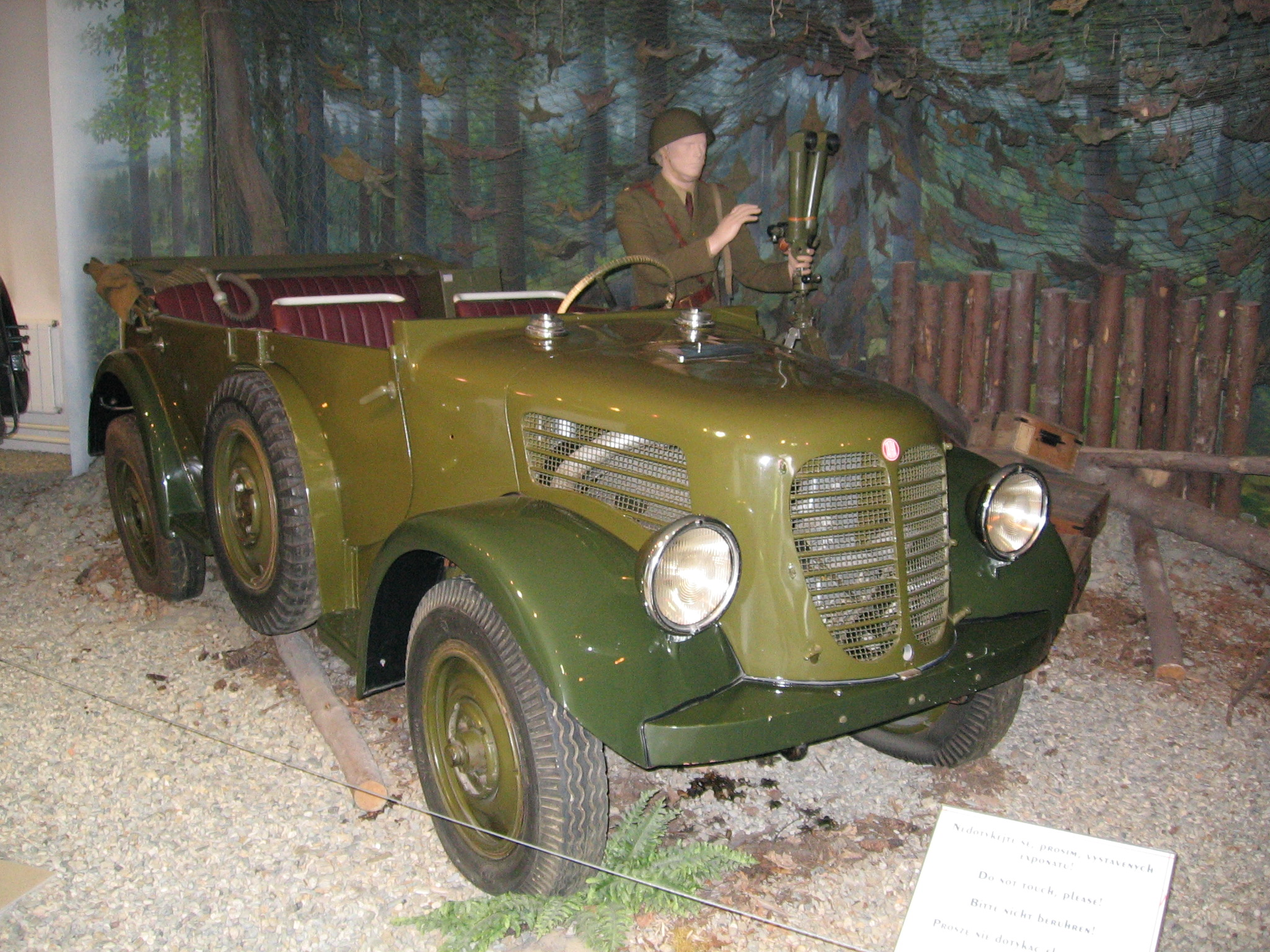
Tatra V809 im Technické muzeum Tatra

Der Tatra V 809 war ein mittelschwerer Geländewagen, den das Tatrawerk in Nesselsdorf 1940 als Nachfolger des Tatra V 799 herausbrachte und bis 1942 produzierte.

## Entstehung und Technik
Bei Tatra wurden schon in den 1920er-Jahren Fahrzeuge mit Zentralrohrrahmen gebaut. Die Entwicklung bei Tatra wurde maßgeblich von Hans Ledwinka beeinflusst. Geländefahrzeuge mit Allradantrieb entstanden bei Tatra zur Anpassung der Fahrzeugproduktion auf dem Hintergrund von Anfragen für Militärfahrzeuge und den absehbaren Vorgaben zur Aufrüstung der Wehrmacht. Die Produktion von Militärfahrzeugen sollte die Beschäftigung der Tatrawerke absichern. Die spätere Kontingentierung der Automobilindustrie durch den Schell-Plan (1939) zeichnete sich schon Anfang der 1930er-Jahre für Fahrzeughersteller ab.
Der Tatra V 809 hatte einen obengesteuerten, luftgekühlten Vierzylinder-Boxermotor mit 2472 cm³ Hubraum und einer Leistung von 37 – 38 kW (50 – 52 PS).  Durch Vergrößerung des Hubraums und Herabsetzung der Verdichtung gegenüber dem Vorgängermodell erreichte man die gleiche Leistung bei verminderter Kraftstoffqualität. Bei Tatra wurde gleichzeitig ein luftgekühlter Vierzylinder-Reihenmotor für dieses Fahrzeug entwickelt und erprobt aber letztendlich nicht in die Serienfertigung genommen. Wie beim Tatra V 799, trieb der Motor über eine Einscheiben-Trockenkupplung und ein Vierganggetriebe mit Vorgelege alle vier Räder an, was acht Vorwärtsgänge und zwei Rückwärtsgänge bot. Die Höchstgeschwindigkeit betrug 75 km/h.
Für den Tatra V 809 gab es einen offenen, 4-sitzigen Kübelwagenaufbau mit Plane und Spriegel. Von einem Prototyp mit geschlossener Karosserie ist lediglich ein Foto bekannt. Der Wagen wurde von der deutschen Wehrmacht – auch im Afrika-Korps – eingesetzt. Als das Modell 1942 auslief, wurde kein direkter  Nachfolger des mittelschweren Geländewagens herausgebracht.

## Quelle
- Wolfgang Schmarbeck: Tatra – Die Geschichte der Tatra-Automobile., Verlag des Internationalen Auto- und Motorrad-Museums Deutschland, Bad Oeynhausen, 1977